# Епархия Индаура
Епархия Индаура (лат. Dioecesis Indorensis) — епархия Римско-Католической церкви c центром в городе Индаур, Индия. Епархия Индаура входит в митрополию Бхопала. Кафедральным собором епархии Индаура является церковь святого Франциска Ассизского.

## История
11 марта 1935 года Римский папа Пий XI издал буллу Salutis animarum, которой учредил апостольскую префектуру Индаура, выделив его из епархий Аджмера, Аллахабада и Нагпура (сегодня — Архиепархия Нагпура).
15 мая 1952 года Римский папа Пий XII выпустил буллу Quae christianum nomen, которой преобразовал апостольскую префектуру Индаура в епархию.
В следующие годы епархия Индаура передала часть своей территории в пользу возведения новых церковных структур:
- 13 сентября 1963 года — архиепархии Бхопала;
- 3 февраля 1977 года — епархии Кхандвы;
- 25 марта 2002 года — епархии Джхабуа.

В 1981 году епархия Индаура передала округ Мандсаур епархии Аджмера и Джайпура (сегодня — Епархия Аджмера и Епархия Джайпура).

## Ординарии епархии
- епископ Петер Янсен (11.07.1935 — 1947);
- епископ Германн Вестерманн (20.03.1948 — 14.06.1951) — назначен епископом Самбалпура;
- епископ Франс Симонс (15.05.1952 — 26.06.1971);
- епископ George Marian Anathil (18.12.1972 — 24.10.2008);
- епископ Chacko Thottumarickal (24.10.2008 — по настоящее время).

## Источник
- Annuario Pontificio, Ватикан, 2007
- Булла Salutis animarum, AAS 28 (1936), стр. 59  (лат.)
- Булла Quae christianum nomen, AAS 44 (1952), стр. 756  (лат.)